# 완생
완생(完生→완전히 삶)은 바둑에서 쓰이는 용어로, '상대에게 잡히지 않는 돌'이다. 외부를 향한 활로가 막혀도 죽지 않는 상태의 돌을 말한다.

## 완생의 최소 조건
미생의 돌들에 대하여 상대방이 어떤 수를 두어도 살릴 수 있어야 한다. 그 돌들이 자체적으로 독립된 두 눈(집)을 가지게 되거나 집이 한 개만 있어도 하나 이상의 집이 있는 다른 돌들과 연결해 독립된 두눈을 확보할 수 있으면 완생이다. 단, 예외적으로 빅은 집이 없어도 완생인 것으로 간주한다.

## 완생의 예
|  |  |  |  |  |
|  |  |  |  |  |
|  |  |  |  |  |
|  |  |  |  |  |
|  |  |  |  |  |

위의 그림은 대표적인 완생의 예이다. 남은 흑의 활로는 백에게 착수 금지 구역이므로, 백은 흑을 더 공격할 수 없다.
|  |  |  |  |  |
|  |  |  |  |  |
|  |  |  |  |  |
|  |  |  |  |  |
|  |  |  |  |  |

위의 그림에서도 흑은 두 집을 갖고 있지만, 흑 Δ이 백 Δ에 의해 단수에 몰려 있으므로 a가 옥집이 되어 완전한 두 집을 갖지 못하게 되므로 흑은 죽어있는 상태이다. 흑이 백 Δ의 곳에 백보다 먼저 돌을 놓았더라면 완생할 수 있는 모양이다.
|  |  |  |  |  |  |  |  |  |
|  |  |  |  |  |  |  |  |  |
|  |  |  |  |  |  |  |  |  |
|  |  |  |  |  |  |  |  |  |
|  |  |  |  |  |  |  |  |  |
|  |  |  |  |  |  |  |  |  |
|  |  |  |  |  |  |  |  |  |
|  |  |  |  |  |  |  |  |  |
|  |  |  |  |  |  |  |  |  |

예외적으로 이 형태는 백이 옥집만을 갖고 있지만 흑에게는 모두 착수 금지 구역이므로 백은 완생한 형태이다. 이를 옥집삶이라 한다. 물론 백에게 에워싸인 흑도 온전한 두 집을 가지고 있어 완생하였다.

## 완생하지 못한 궁도

### 1궁 또는 2궁
1궁 또는 2궁일 때는 어떤 모양이든지 죽은 것으로 한다.

### 3궁
|  |  |  |  |  |  |  |  |  |
|  |  |  |  |  |  |  |  |  |
|  |  |  |  |  |  |  |  |  |
|  |  |  |  |  |  |  |  |  |
|  |  |  |  |  |  |  |  |  |
|  |  |  |  |  |  |  |  |  |
|  |  |  |  |  |  |  |  |  |
|  |  |  |  |  |  |  |  |  |
|  |  |  |  |  |  |  |  |  |

3궁에서는 위의 두 가지 경우가 있다. 흑이 a, b의 곳에 먼저 둔다면 살지만, 백이 먼저 둔다면 죽게 된다.

### 4궁
|  |  |  |  |  |  |  |  |  |
|  |  |  |  |  |  |  |  |  |
|  |  |  |  |  |  |  |  |  |
|  |  |  |  |  |  |  |  |  |
|  |  |  |  |  |  |  |  |  |
|  |  |  |  |  |  |  |  |  |
|  |  |  |  |  |  |  |  |  |
|  |  |  |  |  |  |  |  |  |
|  |  |  |  |  |  |  |  |  |

위의 그림에 있는 4궁들은 아직 완생하지 못한 돌들이다. 맨 위부터 반시계 방향으로, 각각 평사궁, 꽃사궁, 귀곡사로 불린다.
- 평사궁(바보사궁)은 흑이 먼저 두더라도 3궁이 되기 때문에 두 수를 더 둬야 살 수 있다. 계가할 때 흑돌을 들어낸다.
- 꽃사궁(삿갓사궁)은 흑이 a의 곳에 두어야 살 수 있다.
- 귀곡사는 흑이 a나 b의 곳에 두어야 살 수 있는데, 백이 b에 둘 경우 패가 날 수 있다. 단, 흑의 외부 공배가 둘 이상이면 패싸움을 벌일 팻감이 없어도 아래 참고도 1과 같은 수순으로 두어 살 수 있다.

참고도 1
|  |  |  |  |  |
|  |  |  |  |  |
|  |  |  |  |  |
|  |  |  |  |  |
|  |  |  |  |  |

- 이들을 제외한 4궁들(아래 참고도 2의 형태들)은 완생할 수 있다. 왜냐하면 백이 a나 b에 두어도 흑이 b나 a에 두면 살 수 있기 때문이다.

참고도 2
|  |  |  |  |  |  |  |  |  |
|  |  |  |  |  |  |  |  |  |
|  |  |  |  |  |  |  |  |  |
|  |  |  |  |  |  |  |  |  |
|  |  |  |  |  |  |  |  |  |
|  |  |  |  |  |  |  |  |  |
|  |  |  |  |  |  |  |  |  |
|  |  |  |  |  |  |  |  |  |
|  |  |  |  |  |  |  |  |  |

### 5궁
|  |  |  |  |  |  |  |  |  |
|  |  |  |  |  |  |  |  |  |
|  |  |  |  |  |  |  |  |  |
|  |  |  |  |  |  |  |  |  |
|  |  |  |  |  |  |  |  |  |
|  |  |  |  |  |  |  |  |  |
|  |  |  |  |  |  |  |  |  |
|  |  |  |  |  |  |  |  |  |
|  |  |  |  |  |  |  |  |  |

위의 그림에 있는 5궁은 오궁도화로 불린다. 모두 a의 곳에 치중하면 죽는다. 이외의 5궁은 모두 완생할 수 있다.
|  |  |  |  |  |  |  |  |  |
|  |  |  |  |  |  |  |  |  |
|  |  |  |  |  |  |  |  |  |
|  |  |  |  |  |  |  |  |  |
|  |  |  |  |  |  |  |  |  |
|  |  |  |  |  |  |  |  |  |
|  |  |  |  |  |  |  |  |  |
|  |  |  |  |  |  |  |  |  |
|  |  |  |  |  |  |  |  |  |

좌상귀의 형태(방오궁)이 죽는 원리이다.

### 6궁
|  |  |  |  |  |  |  |  |  |
|  |  |  |  |  |  |  |  |  |
|  |  |  |  |  |  |  |  |  |
|  |  |  |  |  |  |  |  |  |
|  |  |  |  |  |  |  |  |  |
|  |  |  |  |  |  |  |  |  |
|  |  |  |  |  |  |  |  |  |
|  |  |  |  |  |  |  |  |  |
|  |  |  |  |  |  |  |  |  |

- 왼쪽 위에 있는 6궁은 귀육궁으로 불린다. 귀곡사궁과 마찬가지로 귀의 특수성으로 인해 죽을 수 있는 모양으로, b에 치중하면 그냥 죽고, a에 치중하면 패가 난다. 단, 흑의 공배가 하나 이상이고 백이 b에 둔다면 살 수 있다. 특히, 흑의 공배가 둘 이상이면 백이 a에 두어 패를 내더라도 아래 참고도 3의 수순대로 두면 흑이 살 수 있다.
- 오른쪽 위에 있는 6궁은 매화육궁으로 불린다. a의 곳에 치중하면 죽는다. 이후 b와 c가 맞보기이다.
- 아래에 있는 6궁은 빗형으로 불린다. 흑은 백이 어느 곳에 치중하든지 죽는다.
  - 백이 붉은 동그라미에 두어 흑을 끊으면 단수된 흑 두 점은 꼼짝없이 잡힐 수밖에 없다. 또, 백이 X의 위치에 두어 흑 두점을 단수로 만들면 흑이 붉은 동그라미에 두어 이을 때 오궁도화로 되어 죽을 수밖에 없다.
  - 단, 백 Δ의 곳이 비어 있다면 a, b의 순서대로 두어 살 수 있다.

참고도 3
|  |  |  |  |  |
|  |  |  |  |  |
|  |  |  |  |  |
|  |  |  |  |  |
|  |  |  |  |  |

한편, 변에서 다음과 같은 모양도 상대가 치중하면 완생하지 못하는 경우가 있다.
|  |  |  |  |  |  |  |  |  |
|  |  |  |  |  |  |  |  |  |
|  |  |  |  |  |  |  |  |  |
|  |  |  |  |  |  |  |  |  |
|  |  |  |  |  |  |  |  |  |
|  |  |  |  |  |  |  |  |  |
|  |  |  |  |  |  |  |  |  |
|  |  |  |  |  |  |  |  |  |
|  |  |  |  |  |  |  |  |  |

백 1과 같이 두었을 때, 흑이 손빼면 백 2부터 위의 수순으로 두어 나가서 흑이 죽을 수밖에 없다. 단, 백 Δ가 비어 있다면 위의 수순으로 진행되어도 흑이 a에 두어서 두 집을 내고 살 수 있다.
이외의 6궁은 모두 완생할 수 있다.

## 그 외의 궁도

### 완생의 경우
중앙이나 변에서, 7궁 이상이면 상대가 어느 곳에 치중해도 완생할 수 있는 모양이 된다.
|  |  |  |  |  |  |  |  |  |
|  |  |  |  |  |  |  |  |  |
|  |  |  |  |  |  |  |  |  |
|  |  |  |  |  |  |  |  |  |
|  |  |  |  |  |  |  |  |  |
|  |  |  |  |  |  |  |  |  |
|  |  |  |  |  |  |  |  |  |
|  |  |  |  |  |  |  |  |  |
|  |  |  |  |  |  |  |  |  |

위의 그림은 앞의 매화육궁에서 1집이 더 있는 형태이다. 얼핏 보면 치중점이 노출되어 있어서 치중하면 죽을 것처럼 보이지만, 백 1로 치중해도 흑은 죽지 않을 수 있다. 물론 방치한다면 나중에는 매화육궁이 되어 죽게 될 모양이지만 방치하지 않고 계속 응수한다면,
|  |  |  |  |  |  |  |  |  |
|  |  |  |  |  |  |  |  |  |
|  |  |  |  |  |  |  |  |  |
|  |  |  |  |  |  |  |  |  |
|  |  |  |  |  |  |  |  |  |
|  |  |  |  |  |  |  |  |  |
|  |  |  |  |  |  |  |  |  |
|  |  |  |  |  |  |  |  |  |
|  |  |  |  |  |  |  |  |  |

위와 같이 결국 빅이 된다. 흑이 먼저 붉은 동그라미로 표시된 두 곳 중 한 곳에 두면 백이 반대쪽에 두어서 흑이 죽어 버린다. 반대로 백이 먼저 두어도 흑이 반대쪽에 두어 백을 잡아내면 곡사궁이 되기 때문에 백이 바로 치중하더라도 완생하게 된다.

### 완생하지 못하는 경우
귀에서는 7궁에서도 완생할 수 없는 경우가 있다.
|  |  |  |  |  |  |  |  |  |
|  |  |  |  |  |  |  |  |  |
|  |  |  |  |  |  |  |  |  |
|  |  |  |  |  |  |  |  |  |
|  |  |  |  |  |  |  |  |  |
|  |  |  |  |  |  |  |  |  |
|  |  |  |  |  |  |  |  |  |
|  |  |  |  |  |  |  |  |  |
|  |  |  |  |  |  |  |  |  |

이러한 경우에 백은 동그라미에 두어 패를 시작할 수 있으며, 일종의 만년패가 만들어지게 된다.
|  |  |  |  |  |  |  |  |  |
|  |  |  |  |  |  |  |  |  |
|  |  |  |  |  |  |  |  |  |
|  |  |  |  |  |  |  |  |  |
|  |  |  |  |  |  |  |  |  |
|  |  |  |  |  |  |  |  |  |
|  |  |  |  |  |  |  |  |  |
|  |  |  |  |  |  |  |  |  |
|  |  |  |  |  |  |  |  |  |

또한 흑이 앞 그림의 백 3의 자리에 놓으면 위와 같은 수순으로 진행되어 패가 된다. 이 패를 백이 흑 2의 자리에 두어 해소해버리면 흑이 오궁도화로 죽게 된다.
|  |  |  |  |  |  |  |  |  |
|  |  |  |  |  |  |  |  |  |
|  |  |  |  |  |  |  |  |  |
|  |  |  |  |  |  |  |  |  |
|  |  |  |  |  |  |  |  |  |
|  |  |  |  |  |  |  |  |  |
|  |  |  |  |  |  |  |  |  |
|  |  |  |  |  |  |  |  |  |
|  |  |  |  |  |  |  |  |  |

흑이 선패를 잡기 위해 1에 두어도 백이 2에 두면 귀곡사가 만들어지기 때문에, 흑의 죽음이 된다.

### 귀 8궁
중앙이나 변에서는 일반적으로 8궁 이상이라면 빅조차 만들어지지 않고 완생하지만, 귀에서는 8궁에서도 다음과 같은 모양이면 아래 그림과 같이 빅이 되는 특수한 경우가 있다. 이러한 형태를 귀 8궁 또는 바보 8궁(일본어: バカ八)이라고 부른다.
|  |  |  |  |  |  |  |  |  |
|  |  |  |  |  |  |  |  |  |
|  |  |  |  |  |  |  |  |  |
|  |  |  |  |  |  |  |  |  |
|  |  |  |  |  |  |  |  |  |
|  |  |  |  |  |  |  |  |  |
|  |  |  |  |  |  |  |  |  |
|  |  |  |  |  |  |  |  |  |
|  |  |  |  |  |  |  |  |  |

### 귀 9궁
귀의 특수성으로 인해 귀에 붙은 상자형의 9궁 역시 빅이 될 수도 있다. 외부 공배가 없거나 단 하나 뿐이라면, 백이 치중했을 때 아래 그림과 같이 빅이 된다.
|  |  |  |  |  |  |  |  |  |
|  |  |  |  |  |  |  |  |  |
|  |  |  |  |  |  |  |  |  |
|  |  |  |  |  |  |  |  |  |
|  |  |  |  |  |  |  |  |  |
|  |  |  |  |  |  |  |  |  |
|  |  |  |  |  |  |  |  |  |
|  |  |  |  |  |  |  |  |  |
|  |  |  |  |  |  |  |  |  |

또한, 위 그림에서 백 7자리가 이미 메워져 있다고 가정했을 때 백 5로 둔 후 흑이 손빼면,
|  |  |  |  |  |  |  |  |  |
|  |  |  |  |  |  |  |  |  |
|  |  |  |  |  |  |  |  |  |
|  |  |  |  |  |  |  |  |  |
|  |  |  |  |  |  |  |  |  |
|  |  |  |  |  |  |  |  |  |
|  |  |  |  |  |  |  |  |  |
|  |  |  |  |  |  |  |  |  |
|  |  |  |  |  |  |  |  |  |

이와 같이 일종의 만년패에 걸려들게 된다.